# 808s & Heartbreak
808s & Heartbreak là album phòng thu thứ tư của rapper người Mỹ Kanye West, ra mắt vào ngày 24 tháng 11 năm 2008 bởi hãng Roc-A-Fella Records. Các phiên thu âm cho album diễn ra tại các phòng thu Glenwood Studios ở Burbank, California và Avex Recording Studio ở Honolulu, Hawaii từ tháng 9 đến tháng 10 năm 2008. Album chủ yếu do West, No I.D. và Jeff Bhasker sản xuất. West thai nghén album này sau nhiều sự kiện đau buồn diễn ra vào năm trước đó, đánh dấu sự chuyển hướng rõ rệt so với những tác phẩm trước của West về mặt ca từ, giọng hát cũng như sản xuất.
Tuy được West phân loại là một album nhạc pop, 808s & Heartbreak còn kết hợp các yếu tố của synthpop, electronica, R&B và electropop. Thay vì đọc rap, West hát trong hầu hết các bài hát, với nội dung về tình yêu, sự cô đơn và nỗi buồn. Album dùng máy biến đổi giọng Auto-Tune và máy đánh trống (drum machine) hiệu Roland TR-808, được West sử dụng và thao tác để cho ra những âm thanh điện tử méo mó. Với phương pháp sản xuất theo lối tối giản (minimalist), West quyết định đi ngược lại những âm thanh tiêu biểu của phần nhịp nhạc hip hop và thay vào đó tạo âm hưởng của những tiếng trống thổ dân.
808s & Heartbreak ra mắt ở vị trí số một trên bảng xếp hạng Billboard 200, với tổng cộng 450.145 bản trong tuần lên kệ đầu tiên tại Hoa Kỳ. Có bốn đĩa đơn phát hành từ album, trong đó có các đĩa đơn ăn khách như "Love Lockdown" và "Heartless". Dù nhận những phản ứng trái chiều từ thính giả về sự thay đổi phong cách của West, các đánh giá đến album đa phần là tích cực và được xem là album xuất sắc nhất năm 2008 trên một số bình chọn và danh sách cuối năm của các nhà phê bình. Album có những ảnh hưởng nhất định tới phong cách dòng nhạc hip hop, kéo theo một làn sóng các rapper đi theo phong cách âm nhạc và chủ đề của album. Hiệp hội Công nghiệp Ghi âm Hoa Kỳ chứng nhận 808s & Heartbreak đĩa Bạch kim với doanh số 1.700.000 bản.

## Bối cảnh
Sau khi phát hành album phòng thu thứ 3 Graduation, nhiều sự kiện diễn ra vào nửa còn lại của năm 2007 và trong năm tiếp theo gây những ảnh hưởng sâu sắc tới Kanye West. Vào 10 tháng 11 năm 2007, mẹ của West—bà Donda West—qua đời do những biến chứng từ quy trình phẫu thuật thẩm mỹ gồm phẫu thuật bụng và giảm kích thước ngực. Một vài tháng sau, West và vợ chưa cưới Alexis Phifer cũng chấm dứt đính ước cũng như mối quan hệ lên xuống thất thường trong thời gian dài của họ, vốn bắt đầu từ năm 2002. Cùng lúc đó, West gặp khó khăn để thích nghi với vị trí ngôi sao nhạc pop mới mà anh từng phải nỗ lực phấn đấu để đạt được và anh thường xuyên trở thành đối tượng theo dõi của giới truyền thông. Những mất mát, cô đơn và khát khao có một mối quan hệ tốt cùng cảm giác của sự bình thường là những điều tạo cảm hứng nên 808s & Heartbreak. West nói rằng: "Album này chính là sự trị liệu - nỗi cô đơn trên đỉnh cao." Danny Clinch chụp một bức ảnh khi West hôn vào má của mẹ anh được đưa vào trong bìa ghi chú của album.
West cảm thấy cảm xúc của anh không thể đơn thuần diễn tả bằng cách đọc rap và bên cạnh những giới hạn của rap, còn có "những giai điệu ở trong tôi — thứ ở bên trong bản thân mà tôi không thể ngừng lại." West phân loại 808s & Heartbreak là một album pop, bày tỏ sự khinh thường trước những phản ứng tiêu cực đối với khái niệm nhạc pop hiện tại và thể hiện sự ngưỡng mộ đối với những điều mà một số ngôi sao nhạc pop làm được trong sự nghiệp của họ. Anh sau đó bày tỏ mong muốn thể hiện âm nhạc dưới một thể loại mới gọi là "pop art" ("nghệ thuật pop"), giải thích rằng anh cũng biết khá rõ về việc có một phong trào nghệ thuật thị giác cùng tên và mong ước đem đến một thứ tương đương trong âm nhạc. Anh nói thêm rằng: "[Cho dù] gọi nó là 'pop' hay 'pop art,' với tôi cái nào cũng ổn cả."

## Thu âm

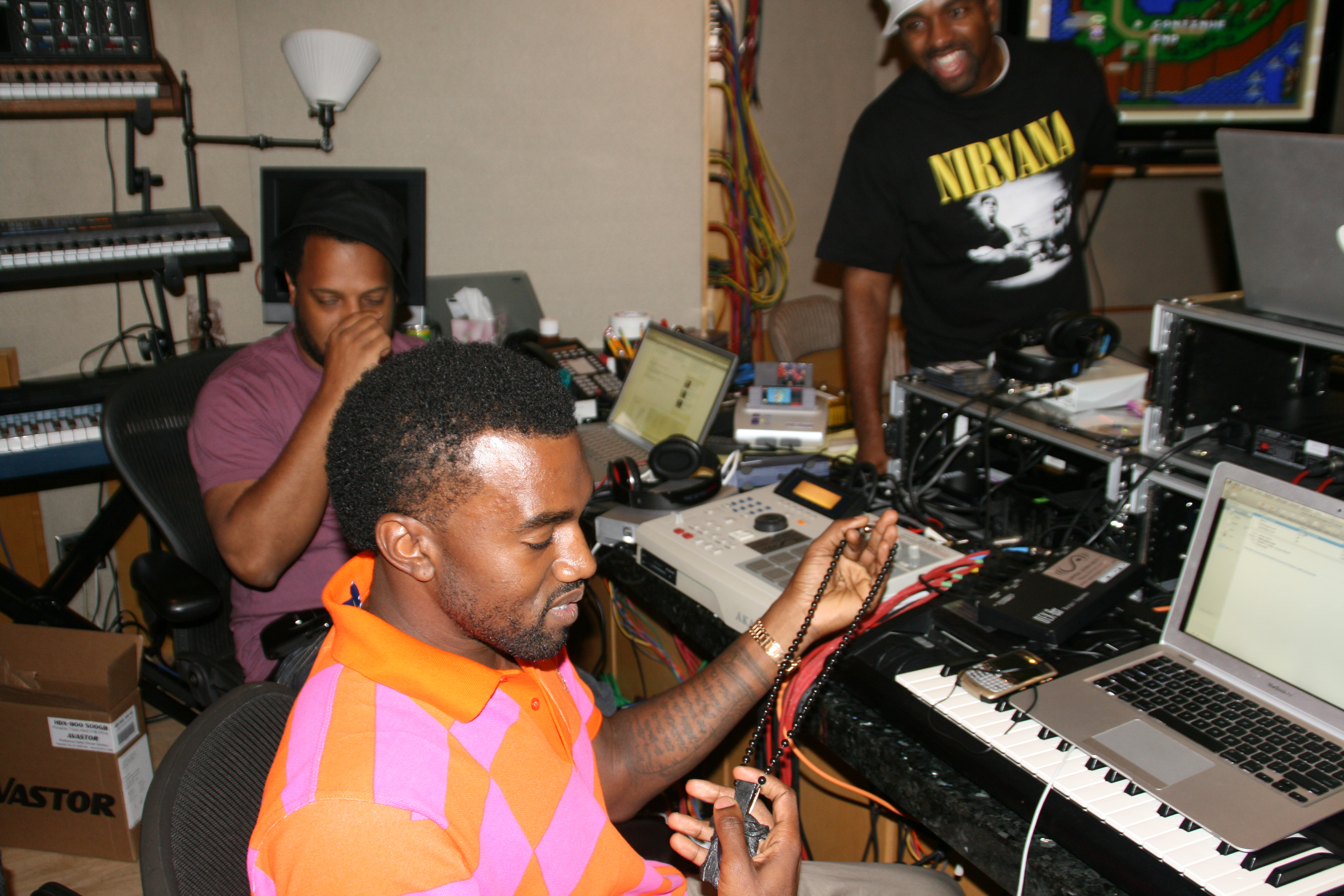
West (ở giữa) thực hiện album với người hướng dẫn trước đây của anh, No I.D. (trái).

Album thu âm trong khoảng thời gian xấp xỉ 3 tuần từ tháng 9 đến tháng 10 năm 2008. Các phiên thu âm diễn ra tại phòng thu Glenwood Studios ở Burbank, California và Avex Recording Studio ở Honolulu, Hawaii. Như ám chỉ trong tựa đề, 808s & Heartbreak nổi bật với việc sử dụng máy đánh trống Roland TR-808. Lấy cảm hứng từ những nghệ sĩ synthpop và electropop thập niên 1980 như Phil Collins, Gary Numan, TJ Swan và Boy George, West cảm thấy rằng 808 là một công cụ thông minh với mục đích gợi lên cảm xúc; ý tưởng này được Jon Brion giới thiệu cho anh. West tận dụng những âm thanh do chiếc 808 tạo ra và điều khiển cao độ để tạo ra một âm thanh điện tử méo mó - hiệu ứng mà anh xem như là "trái tim tan vỡ" (heartbreak). Anh nhận thấy những đặc điểm của thứ âm thanh này đại diện cho trạng thái tinh thần của anh lúc đó. Theo West, chuyện mã vùng "808" của Hawaii thực chất là sự trùng hợp ngẫu nhiên và anh đặt tựa album mà không biết đến điều này. Tuy vậy, biết được điều này đã truyền cảm hứng để anh theo đuổi hướng đi của mình cho album mới. Về hướng đi của âm nhạc, dự định của West, dựa theo lời kể của Mike Dean, là đi khác với những âm thanh đặc trưng của nhịp phách hip hop. Thay vì thế anh đưa vào album những tiếng trống của các bộ lạc. Nhìn chung, West duy trì một cách tiếp cận "tối giản nhưng hiệu quả" đối với phần sản xuất của album.
Album cũng nổi bật với việc sử dụng công nghệ biến đổi giọng Auto-Tune. West trước đó từng thử nghiệm kỹ thuật này trong The College Dropout với phần giọng nền cho bài "Jesus Walks" và "Never Let Me Down", nhưng anh chưa hề sử dụng nó đối với giọng hát chính cho tới năm 2008. "Chúng tôi đã thực hiện phối lại 'Lollipop' của Lil Wayne và 'Put On' của Young Jeezy và anh ấy đã phải lòng Auto-Tune", nhà sản xuất Mike Dean giải thích. Đến cuối cùng, West mời T-Pain để dạy cho anh cách tận dụng công nghệ này. West cũng tuyên bố cởi mở rằng anh thích sử dụng Auto-Tune và cảm thấy thất vọng rằng cụm từ này lại thường bị cho là gắn liền với "rác rưởi" ("wack".) Anh coi công nghệ này là "thứ vui nhất từng sử dụng" và so sánh tình huống này với lúc anh còn là một đứa trẻ và nghĩ rằng màu hồng rất tuyệt cho đến khi có ai đó bảo anh là "nó rất đồng bóng", tương tự như cái cách mà các quan điểm của xã hội có thể lấy đi sự tự tin và tự trọng của con người. West sau đó khẳng định mình rất thích cảm giác điện tử mà Auto-Tune tạo ra và đem những âm thanh cơ khí này lại gần với những âm thanh truyền thống của trống taiko và dàn đồng ca của các tu sĩ.
Rapper Kid Cudi, người ký hợp đồng với hãng G.O.O.D. Music của West, cũng tham gia vào hai ca khúc trong album. Young Jeezy đóng góp một đoạn rap trong bài "Amazing", còn "See You in My Nightmares" là một bài rap đôi của West và Lil Wayne. Ca sĩ kiêm nhạc sĩ Esthero cũng góp thêm một ít giọng nữ cho album và đồng sáng tác ba ca khúc dưới tên thật Jenny-Bea Englishmar. Khi bài "RoboCop" xuất hiện trên Internet, West phủ nhận trách nhiệm và tỏ ra giận dữ khi bài hát bị rò rỉ chỉ là một phiên bản chưa hoàn thiện. Mike Dean trước đó tuyên bố ca khúc này dự kiến được Herbie Hancock xử lý thêm trước khi phát hành album.

## Âm nhạc và ca từ
808s & Heartbreak là một bước ngoặt triệt để so với các album hip hop trước đây của West. 808s & Heartbreak phần lớn tạo thành từ bộ synthesizer ảo, máy đánh trống Roland TR-808 và giọng hát xử lý auto-tune một cách rõ ràng. Các bài hát trong album sử dụng đầu vào là các phần máy đánh trống và dòng synth-bass. Chuỗi đầu vào, một sản phẩm của các thiết bị analogue cổ điển có hạn chỉ để thu âm 16 nốt riêng lẻ, từng thịnh hành trong sản xuất âm nhạc thập niên 1980, nhưng cũng xuất hiện tại máy trạm kỹ thuật số.
Âm nhạc của album có phần sản xuất giản dị, với những yếu tố như tiếng trống dày đặc, tiếng bộ dây ngân dài, tiếng synth vo ve và tiếng piano ảm đạm. Andy Kellman của Allmusic viết về phần âm nhạc: "Một số ca khúc gần như có sự tương đồng với những album post-punk u ám như Movement của New Order và Pornography của The Cure, giống với âm nhạc rap và R&B đương đại." Những yếu tố âm nhạc này giúp truyền tải tâm trạng tuyệt vọng và chán nản nhằm phản ánh chủ đề của album. Hầu hết ca từ đều hướng đến một người tình cũ: West xem cách đối xử của cô ấy với mình là "câu chuyện lạnh lẽo nhất từng được kể" trong "Heartless" và trong "RoboCop", anh gọi cô là "cô gái L.A. nhỏ bé hư hỏng", trong khi so sánh cô với nhân vật phản diện trong bộ phim Misery năm 1990. Ở "Welcome to Heartbreak", nhân vật của West gặp phải một cuộc khủng hoảng hiện sinh khi anh ta điềm tĩnh kể lại chuyện ngồi một mình trên một chuyến bay, phía sau một gia đình đang vui vẻ nói cười. Anh cũng mong mỏi về người mẹ đã mất của mình trong bài hát kế cuối của album, "Coldest Winter", nhạc phẩm có sử dụng đoạn nhạc mẫu từ ca khúc cô đơn "Memories Fade" năm 1983 của Tears for Fears.
Theo tác giả Kirk Walker Graves từ 33⅓, 808s & Heartbreak là một album avant-garde electropop, trong khi Rolling Stone gọi đây là "album synthpop và nội tâm". Theo The Independent, West né tránh âm thanh hip hop thường thấy của mình và thay vào dòng nhạc electropop theo máy đánh trống rải rác. Scott Plagenhoef của Pitchfork Media phân loại album là "một đĩa nhạc electro-pop nội tâm và tối giản, đắm chìm trong sự nuối tiếc, nỗi đau và kể cả tự vấn bản thân nhiều hơn bất kỳ một album điển hình nào của Kanye West". Nhà phê bình Robert Christgau gọi album là "[đĩa nhạc] chậm rãi, kì quặc và tự đắm chìm... [một] album về sự chia tay" và phân tích sự lựa chọn của West khi "rô-bốt hóa cũng như điều chỉnh cao độ giọng hát để cắt bớt tầm quan trọng của bản thân và thêm những thực thể vật chất vào trong những câu chuyện về sự cô đơn của danh vọng, mà nếu không làm thế, chúng có thể chỉ đơn thuần là những thứ đáng thương hại". Christgau khẳng định rằng bài hát cuối, "Pinocchio Story" là "ca khúc duy nhất ở đây nói về điều mà thực sự làm [West] suy sụp: không phải là việc mất đi cô bạn gái mà là cái chết của mẹ anh..." Phần hát của West cũng được miêu tả là "hạ thấp cao độ" và "gần như không có giai điệu", nhằm để "nhấn mạnh đến sự ngăn cách cơ khí hóa của chính anh." Nhà văn người Canada Stephen Marche nhận xét rằng West đã sử dụng "mánh khóe âm nhạc nông cạn Auto-Tune, một chương trình được thiết kế để loại bỏ đi cá tính và sản xuất ra một album mang tính cá nhân đầy ám ảnh."

## Phát hành và quảng bá
Vào ngày 24 tháng 9, West thông báo hoàn thành album và dự kiến ra mắt vào một thời điểm nào đó trong tháng 11. Trên blog của mình, anh viết "Tôi đổi [ngày phát hành] album của mình lên một lúc nào đó của tháng 11 bởi vì tôi đã hoàn thành và cảm thấy thích nó. Tôi muốn các bạn nghe nó càng sớm càng tốt.". West sau đó tuyên bố album sẽ ra mắt vào 25 tháng 11 năm 2008. Tuy nhiên, Island Def Jam, hãng phân phối album, lại chuyển ngày phát hành lên một ngày để tận dụng ngày cuối tuần lễ Tạ ơn. 808s & Heartbreak đồng thời cũng phát hành ngày 24 tháng 10 tại Anh và Philippines. Một phiên bản giới hạn trong vỏ đĩa digipak ra mắt tại Đức vào 21 tháng 11 năm 2008. Phiên bản đặc biệt của album phát hành vào 16 tháng 12, bao gồm album dưới dạng CD và hai đĩa than, đi kèm phần bìa mỹ thuật của KAWS, họa sĩ làm nên phần bìa đĩa gốc, thực hiện lại.

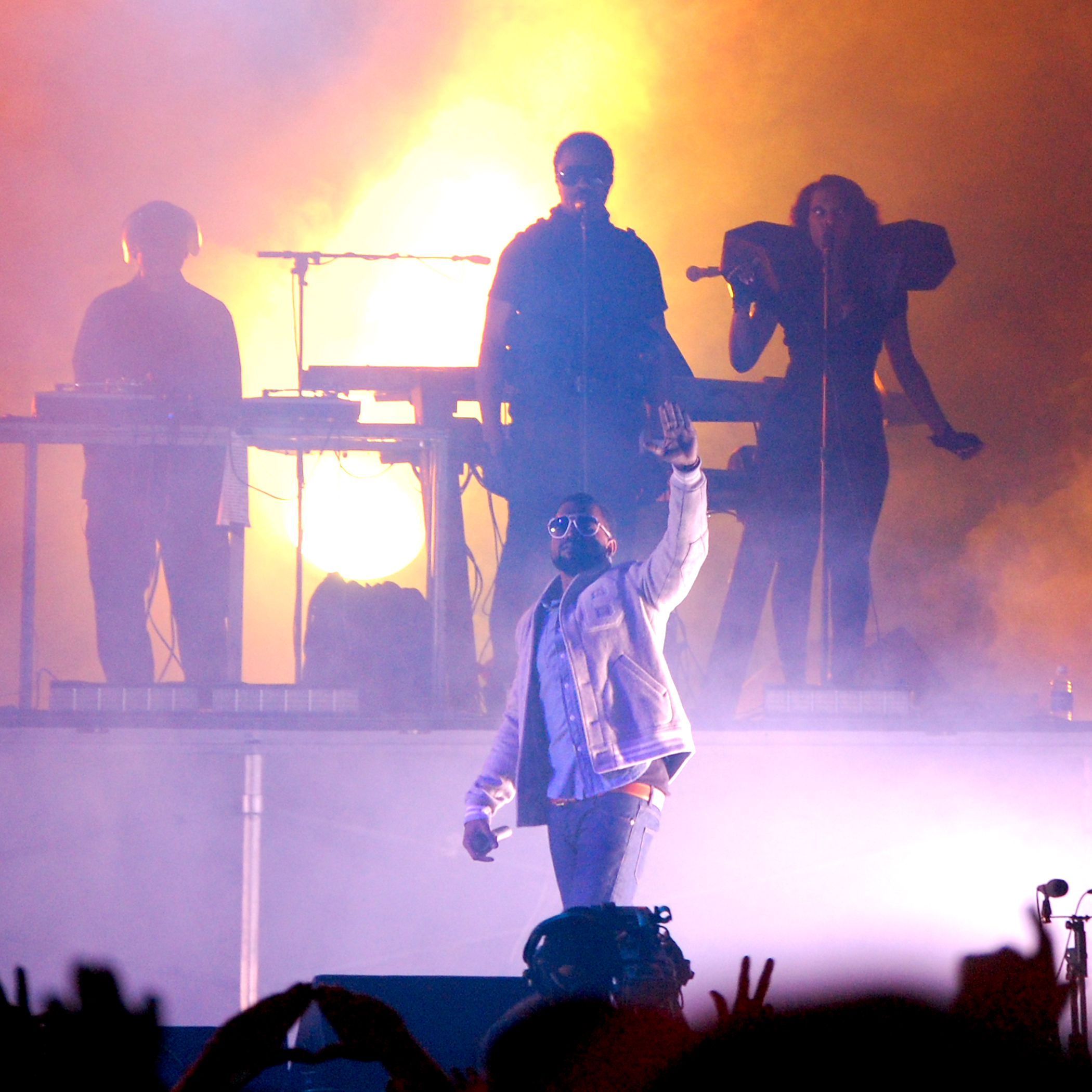
West biểu diễn tại Virgin Mobile Festival trước ngày ra mắt album.

Vào 16 tháng 10, West cho ra mắt một đoạn trích của bài "Coldest Winter" trên sóng đài phát thanh Power 106 ở Los Angeles. Bài hát tái tạo những yếu tố của ca khúc "Memories Fade" của ban nhạc Tears for Fears. Bài hát "Paranoid" - bị rò rỉ trên Internet sau đó - có sự tham gia của Mr. Hudson ở phần điệp khúc. Một phiên bản phối lại của bài "Paranoid" từng có sự góp mặt của ngôi sao nhạc pop Rihanna, nhưng không thành. Ngoài ra, những ca khúc khác mà xuất hiện trước ngày phát hành album là "Amazing" hát cùng Young Jeezy, "See You in My Nightmares" có sự tham gia của Lil Wayne, "Street Lights", "Say You Will", "Welcome to Heartbreak" và "Bad News". Một bài hát bổ sung, "Pinocchio Story" thu âm tại một buổi biểu diễn trực tiếp tại Singapore và thêm vào trong album theo lời yêu cầu của Beyoncé Knowles.
Ngày 14 tháng 10, West hợp tác với nghệ sĩ người Ý Vanessa Beecroft để chủ trì một sự kiện nghe thử để quảng bá album tại Ace Gallery. Hơn 700 khách được mời tới để nghe trước toàn bộ 808s & Heartbreak. Dưới sự chỉ đạo của Beecroft, sự kiện có sự xuất hiện của gần 40 phụ nữ khỏa thân và mang một chiếc mặt nạ làm bằng len, ngồi lặng yên ở giữa căn phòng. Những phụ nữ được những ánh đèn nhiều màu biến đổi theo âm nhạc chiếu sáng. West liên hệ với Beecroft vào một tháng trước đó, lên ý tưởng và sắp xếp phần trình diễn trong vòng một tuần. Beecroft thừa nhận rằng anh liên hệ lúc cô không chuẩn bị trước, cô có cơ hội nghe album và cảm thấy album này thực sự chạm đến cuộc đời của riêng cô. Năm ngày sau, West cho ra mắt những hình ảnh quảng bá cho album do nhiếp ảnh gia Willy Vanderperre thực hiện. Những hình ảnh chụp West mặc một chiếc áo âu phục kẻ vuông màu xám, một chiếc kính browline lớn và một chiếc miếng vải đính ở ngực có hình trái tim tan vỡ.
Vào tháng 10 năm 2009, West dự kiến định khởi động một chuyến lưu diễn hợp tác với Lady Gaga, mang tên Fame Kills: Starring Kanye West and Lady Gaga, để cùng lúc quảng bá cho The Fame của Gaga và 808s & Heartbreak. Chuyến lưu diễn bị hủy bỏ vào ngày 1 tháng 10 mà không thông báo lý do. West biểu diễn một vài ca khúc trong album ở chương trình trực tiếp VH1 Storytellers, bao gồm "Amazing", "Say You Will" và "Heartless."

## Tiếp nhận

### Phản ứng của công chúng
— Jermaine Hall, tổng biên tập tạp chí Vibe
Trước khi phát hành, các phản ứng đến 808s & Heartbreak rất khác nhau, trải dài từ sự mong đợi cho đến hoang mang và thờ ơ với chủ đề của album. Sau sự ra mắt đĩa đơn chính "Love Lockdown" tại lễ trao giải Video âm nhạc của MTV 2008, phong cách sản xuất không chính thống và sự hiện diện của Auto-Tune đã làm thính giả âm nhạc tỏ ra sửng sốt. Những phản hồi tiêu cực gia tăng khi West khẳng định toàn bộ album chủ yếu hát với Auto-Tune thay vì rap và tập trung vào chủ đề về tình yêu và đau khổ.
Nhiều người hâm mộ hip hop và một số rapper chế nhạo West vì trở nên "ngớ ngẩn", trong khi số khác xem LP sắp tới theo kiểu một album thể nghiệm một lần rồi vứt đi. Album cũng được so sánh với Electric Circus, một album của người bạn thân cùng hãng đĩa của West – Common. MTV sau cùng phỏng vấn Common để mời anh chia sẻ những suy nghĩ và quan điểm về hướng đi nghệ thuật của album. Common bày tỏ cả sự thấu hiểu lẫn sự ủng hộ với những dự định của West, phát biểu rằng: "Tôi yêu nó. Để tôi nói với anh, là một nghệ sĩ, anh muốn tự do. Tôi sẽ làm điều mà tôi cảm thấy [phải làm]. Anh không thể chỉ quan tâm đến khán giả. Anh phải nói, 'Này, mọi người, Đây là chỗ tôi đang đứng.' Về việc anh ấy làm một album có tên 808s and Heartbreak, bạn biết rằng đó là chỗ của anh ấy vào lúc này. Tôi đã nghe một vài ca khúc và tôi nghĩ nó thật mới lạ. Tôi nghĩ mọi người đều sẵn sàng [để đón nhận] nó."
West cũng nhận những sự ủng hộ tương tự của hai ca sĩ tham gia trong album, Lil Wayne và Young Jeezy. Trong một bài phỏng vấn, khi được hỏi về thứ âm nhạc nào hiện nay tạo nên cảm hứng cho anh, Wayne nói "mọi người đang làm việc của họ, nhưng chúng đều không thú vị. Mọi người đang làm những việc y hệt nhau. Thật là khủng khiếp. Tôi có yêu thứ âm nhạc mà đang ở ngoài kia không à? Tôi yêu chúng với một niềm đam mê. Chúng có thúc đẩy tôi không? Không một chút nào. Đó là bởi vì 808s & Heartbreak chưa ra mắt rộng rãi." Dù nhận sự đồng tình của các siêu sao làng rap, cũng như thành tích xếp hạng phá vỡ kỉ lục của hai đĩa đơn đầu, các khán giả nhạc hip hop vẫn tỏ ra thờ ơ với album, dự đoán nó sẽ thất bại. Trả lời một bài phỏng vấn, West tuyên bố mình không quan tâm đến doanh thu hay nhận những đánh giá tốt, cho rằng album của anh đến từ trái tim; đối với anh, đó là tất cả những gì có ý nghĩa. Khi được hỏi về tình hình hiện nay của làng nhạc hip hop, West so sánh nó với một trường trung học, khi trước đây hip hop từng hô hào mọi người không sợ hãi và hãy trở nên nổi bật, thì bây giờ nó chỉ còn nói về việc sợ sệt và thu mình lại.

### Thành tích thương mại
Trong tuần phát hành đầu tiên, 808s & Heartbreak đạt vị trí số một trên bảng xếp hạng Billboard 200, với 450.145 bản tại Hoa Kỳ. Trong tuần cuối của năm 2008, 808s & Heartbreak bán ra 165.100 đĩa, nhảy từ vị trí số 11 lên số 5 trên Billboard 200. Album vươn đến vị trí thứ 3 trong tuần lễ kế tiếp, với 70.900 bản. Ngày 27 tháng 1 năm 2009, Hiệp hội Công nghiệp Ghi âm Hoa Kỳ chứng nhận 808s & Heartbreak đĩa Bạch kim, trở thành album thứ tư của West chạm mốc 1 triệu bản tại Hoa Kỳ. Tính đến ngày 14 tháng 6 năm 2013, album đã vượt 1.7 triệu bản tại Hoa Kỳ, theo Nielsen SoundScan.
Mặc cho những tranh cãi và bất ổn xung quanh chủ đề của album, những đĩa đơn phát hành trước đấy vẫn có những thành tích vượt trội trên bảng xếp hạng. Đĩa đơn chính "Love Lockdown" ra mắt ở vị trí số 3 trên Billboard Hot 100 và đạt danh hiệu "Hot Shot Debut" (đĩa đơn có vị trí cao ngay từ tuần đầu ra mắt). Đây là đĩa đơn ra mắt thành công nhất trong sự nghiệp của West, có vị trí tuần đầu cao thứ hai trên Hot 100 của năm đó và là bài hát thứ mười của thiên niên kỷ mở màn trong tốp 3. Với doanh số hơn 1.3 triệu bản riêng tại Cửa hàng iTunes, RIAA chứng nhận bài hát đĩa Bạch kim vào cuối năm 2008. Vào 18 tháng 8 năm 2010, RIAA chứng nhận đĩa đơn 3 lần bạch kim với doanh số hơn 3 triệu bản tại Hoa Kỳ. Đĩa đơn cũng nhận những đánh giá tích cực từ phía những nhà phê bình âm nhạc và giành danh hiệu "Bài hát của năm" từ tạp chí Time. Đĩa đơn thứ hai, "Heartless" có thành tích tương tự và trở thành đĩa đơn "Hot Shot Debut" thứ hai liên tiếp với cú ra mắt tuần đầu ở vị trí số 4 trên Hot 100. Bài hát đạt doanh số hơn 2 triệu bản tại Mỹ. Do những thúc đẩy một phần từ sự phát hành của album, một số bài hát cũng đạt những thành công trên bảng xếp hạng dù không ra mắt làm đĩa đơn. Bài hát thứ 10, "See You in My Nightmares" cũng trở thành một "Hot Shot Debut", leo lên vị trí số 21 tại Mỹ và số 22 tại Canada, trong khi nhạc phẩm thứ tư "Amazing" xếp ở vị trí số 8 trên Hot 100. Tương tự, "Welcome to Heartbreak" cũng xuất hiện ở vị trí số 87 trên bảng xếp hạng Pop 100.

### Đánh giá chuyên môn
| Đánh giá chuyên môn  | Đánh giá chuyên môn |
| Điểm trung bình      | Điểm trung bình     |
| Nguồn                | Đánh giá            |
| -------------------- | ------------------- |
| Metacritic           | 75/100              |
| Nguồn đánh giá       |                     |
| Nguồn                | Đánh giá            |
| Allmusic             | [ 23 ]              |
| Robert Christgau     | A−                  |
| Entertainment Weekly | A−                  |
| The Guardian         | [ 66 ]              |
| The Independent      | [ 67 ]              |
| NME                  | 7/10                |
| Pitchfork Media      | 7.6/10              |
| Rolling Stone        | [ 69 ]              |
| Spin                 | 6/10                |
| The Times            | [ 71 ]              |

808s & Heartbreak nhìn chung nhận những đánh giá tích cực từ các nhà phê bình âm nhạc. Trên Metacritic, một trang mạng tổng hợp điểm đánh giá trung bình của các nhà phê bình với thang điểm 100, album nhận được số điểm 75, đồng nghĩa với mức đánh giá tích cực, dựa trên 36 bài bình luận. Alex Macpherson của tờ The Guardian ca ngợi "phần âm nhạc tối giản, kiểu cách" của album. Steve Jones trên USA Today nhận xét rằng: "West đã khéo léo sử dụng máy đánh trống 808 và hiệu ứng giọng Auto-Tune để truyền tải những cảm xúc của anh về sự đớn đau, giận dữ và nghi hoặc thông qua những ca từ được viết rất thiện nghệ". Dan Cairns của The Times cho rằng: "Nó đáng lẽ ra sẽ không thành công... Nhưng 808s & Heartbreak lại là một thắng lợi, [mặc dù] nó đi lệch một cách bất cẩn khỏi một kịch bản an toàn về thương mại và mạo hiểm vượt xa ra khỏi vùng an toàn của West." Ở trang The Village Voice, Tom Breihan nhận thấy album chính là "một tác phẩm sinh ra từ sự đau khổ" và gọi nó là "... một Low, một Trans, một Kid A của West. Một album nơi anh ấy quyết định rằng chỉ có sự xa xôi lạnh lẽo là thứ duy nhất có ý nghĩa [với anh]. Jody Rosen của tạp chí Rolling Stone bình luận về sự kết hợp của West với chiếc máy đánh trống Roland TR-808 và mô tả album "sẽ là Here, My Dear hay Blood on the Tracks của West, một tổ khúc bi ai dao động mãnh liệt giữa sự tự thương hại và ghê tởm chính mình". Leah Greenblatt trên Entertainment Weekly viết rằng "những âm thanh lạnh lẽo, tối giản [của album] hỗ trợ cho những lời ca của một cảm xúc nguyên sơ đáng kinh ngạc".
Tuy nhiên, tờ The Independent lại thấy việc album "đắm chìm trong nỗi đau khổ riêng tư" là không thoải mái và nhận xét "những chuyển nghĩa tu từ nhanh chóng trở nên gây khó chịu". Biên tập viên trang Allmusic, Andy Kellman cho rằng: "bất kể sự can đảm của nó đáng khen ngợi ra sao, thì album vẫn chỉ là một bước đi mệt mỏi lờ mở uể oải trên tầng băng vĩnh cửu (permafrost) của West". Charles Aaron của tạp chí Spin phê bình cấu trúc âm nhạc của các bài hát, gọi album là "một khúc diễu hành cứ bắt đầu đi bắt đầu lại mà không bao giờ chạm đến buổi lễ". Wilson McBee của tạp chí Slant chỉ trích phần hát của West, và Jon Caramanica của tờ The New York Times chỉ ra điều đó như là "điểm chính yếu mà album này cuối cùng sẽ chỉ còn được nhớ về, cho dù có một số ca khúc vững chắc." Caramanica cho rằng "Ở điểm tốt nhất, đây là một bản phác thảo thô cho một album tuyệt vời, với những ý tưởng mà đáng lẽ anh ấy phải diễn tả nó với sự phức tạp một cách đặc trưng, nhưng kết quả chỉ còn chắt lọc lại một vài từ, một vài nốt tổng hợp và một nhịp trống hiệu quả cho đến tận cùng. Tệ nhất, nó thật vụng về và còi cọc, [chỉ như] một lời nhắc rằng tất cả những thứ trang trí kia đã phục vụ cho một mục đích." Cây bút của tờ Chicago Sun-Times, Jim DeRogatis viết: "Nếu West xen kẽ những ca khúc đậm chất cơ khí với một số bài đối ngược lại hoàn toàn - chẳng hạn như, chèn những đoạn giang tấu piano đơn giản do những cộng sự cũ của anh, John Legend hay Jon Brion, cung cấp — thì anh đã có thể làm nên một tuyệt tác. Nhưng thay vì vậy, anh chỉ đơn giản đem đến cho chúng ta sự tò mò đến tột cùng, sự thú vị lác đác, sự dũng cảm không thể phủ nhận và sự bất ngờ tuyệt đối cho một tác phẩm về tâm hồn đang gặp rắc rối của anh ta."
Trên Chicago Tribune, Greg Kot gọi album là tác phẩm "cực đoan nhất từ trước đến nay" của West: "Đây không phải là một album mà người hâm mộ Kanye West có thể đã kì vọng, cũng không phải thứ mà họ có thể sẽ đón nhận một cách háo hức như những [album] bán hàng triệu bản trước đây của anh... Đây là album dành riêng cho anh ấy. Chúng ta không biết rõ khi nào anh ấy quay trở lại và làm đĩa nhạc cho mọi người khác. Nhưng ở hiên tại, [album] là một con đường vòng rất ương bướng theo một cách đầy hấp dẫn." Jaimie Hodgson của NME coi album là "mốt tiến triển đáng ngạc nhiên, nhưng dũng cảm và táo bạo kể từ [album] sai lầm Graduation năm ngoái". Dave Heaton trên PopMatters khen ngợi "những cách thức đầy lôi cuốn [của West] trong cả cấu trúc của album và ca khúc và trong cái cách mà anh nắm bắt một cảm giác đặc biệt thông qua thứ âm nhạc thực hiện cẩn thận, gợi nhiều liên tưởng và thật bất thường, [thứ âm nhạc mà] vừa đơn giản lại phức tạp, vừa lạnh lẽo và ấm áp, vừa cơ giới nhưng cũng rất con người, vừa du dương mà cũng thật thô ráp.". Trong hướng dẫn dành cho người tiêu dùng tại MSN Music, Robert Christgau nhận thấy album có "những âm thanh đen tối riêng và giai điệu hấp dẫn riêng của nó", với một điểm A– dành cho album. Trên tờ The Washington Post, nhà báo Chris Richards gọi album là "một tuyệt tác của thời đại thông tin".

### Giải thưởng
808s & Heartbreak là một trong 10 album xuất sắc nhất năm 2008 trên một số tạp chí, bao gồm The Hartford Courant (vị trí thứ 7), NOW (vị trí thứ 4), The Observer (vị trí thứ 8), Vibe (không có thứ tự) và Time (vị trí thứ 6). Pitchfork Media đặt album ở vị trí số 21 trong 50 album xuất sắc nhất năm 2008. Dan Leroy của LA Weekly gọi đây là một trong 10 album hip hop hay nhất trong năm. Jam! đem nó lên vị trí album xuất sắc nhất năm 2008. Cây bút của Chicago Sun-Times, Jim DeRogatis cũng đưa album vào danh sách 10 album xuất sắc nhất của mình và viết: "mỗi lần nghe, nỗi đau xót của những câu chuyện riêng tư về sự mất mát cứ càng lúc càng sâu thêm, đi cùng một cách hoàn hảo với những giai điệu groove cô đơn, lạnh lẽo, rất rô-bốt nhưng vẫn rất hấp dẫn. Khi suy nghĩ sâu hơn, nó là một nỗ lực 4 sao, dũng cảm và táo bạo mà xứng đáng được bất kỳ fan hâm mộ nhạc pop mạo hiểm nào lắng nghe." Time Out New York đặt album ở cả hai danh sách Hay nhất và Dở nhất năm 2008. Trong khi cây bút Colin St. John chỉ tên 808s & Heartbreak như là một trong những album dở tệ nhất năm, thì biên tập viên Steve Smith lại xếp album ở vị trí thứ 3 trong danh sách hay nhất của anh và gọi album là "thành tựu bị hiểu lầm nhiều nhất của năm." 808s & Heartbreak cũng nhận đề cử cho giải "Album nổi bật" tại giải thưởng NAACP Image Awards thường niên lần thứ 40. Album còn nhận đề cử cho "Album xuất sắc nhất" tại giải MOBO 2009. Năm 2009, Rolling Stone đặt album ở vị trí số 63 trong danh sách 100 album xuất sắc nhất thập kỷ.
Mặc cho những thành tích trên, 808s & Heartbreak vẫn bị phớt lờ là một ứng viên của Giải Grammy lần thứ 52. Theo tổng biên tập tạp chí Vibe Jermaine Hall, sự kiện gây tranh cãi của West tại Giải Video âm nhạc của MTV năm 2009 và những phản ứng dữ dội chống lại anh sau đó "có lẽ đã làm hại anh", nhưng cũng nhận thấy sự thay đổi về phong cách của West trong album là nguyên nhân chính cho việc nó không được đề cử. Sau cùng, album giúp West nhận duy nhất một đề cử "Trình diễn song ca hoặc nhóm rap xuất sắc nhất" cho "Amazing" - và năm đề cử khác cho những sản phẩm anh hợp tác hay đóng vai trò nghệ sĩ khách mời.

## Di sản và ảnh hưởng
— West (2013)
Mặc dù được West dự định là một album pop buồn bã u sầu, 808s & Heartbreak vẫn có ảnh hưởng quan trọng đến nhạc hip hop. Trong khi anh quyết định hát về tình yêu, nỗi cô đơn và nỗi đau trong album, việc ban đầu gặp phải những lời chỉ trích nặng nề của thính giả âm nhạc và dự kiến album sẽ là một thất bại thảm hại, thì thành công về mặt phê bình và thương mại của nó đã khuyến khích những rapper chính thống khác chấp nhận những rủi ro từ sự sáng tạo với âm nhạc của họ. Khi phát hành The Blueprint 3, nhân vật kì cựu của làng rap New York Jay-Z hé lộ album tiếp theo của anh sẽ là một nỗ lực thử nghiệm: "...đây sẽ không phải là một album quán quân. Đó là nơi tôi đang đứng hiện tại. Tôi muốn làm ra một album mang tính thử nghiệm nhất mà tôi từng làm." Jay-Z giải thích rằng giống như West, anh không hài lòng với nhạc hip hop hiện tại; anh đang chịu ảnh hưởng từ những nghệ sĩ indie rock như Grizzly Bear và khẳng định niềm tin rằng phong trào indie rock sẽ đóng một vai trò quan trọng trong sự phát triển liên tục của hip hop.
Album cũng ảnh hưởng đến nhạc hip hop về phong cách và đặt nền tảng cho một làn sóng mới của những nghệ sĩ hip hop, những người nhìn chung đã thoát khỏi cách rap khoe khoang kiêu ngạo đặc trưng để đến với những chủ đề gần gũi và xem xét nội tâm, bao gồm B.o.B, Kid Cudi, Childish Gambino, Frank Ocean, The Weeknd và Drake. Jake Paine của HipHopDX gọi album là "Chronic của chúng ta", chỉ ra rằng ảnh hưởng của West đến nhạc hip hop với tác phẩm 808s & Heartbreak là "một thứ âm thanh, không khác gì cách mà tiếng tổng hợp của Dr. Dre thách thức boom-bap vào đầu những năm 90." Nhà báo Matthew Trammell của Rolling Stone cho rằng đĩa nhạc đã đi trước thời đại và viết trong một bài báo năm 2012: "Đến bây giờ âm nhạc đại chúng đã hoàn toàn bị cuốn theo nó, 808s & Heartbreak đã tự tiết lộ chính nó là tác phẩm mạo hiểm nhất của Kanye và có lẽ cũng là [tác phẩm] sáng chói nhất của anh."

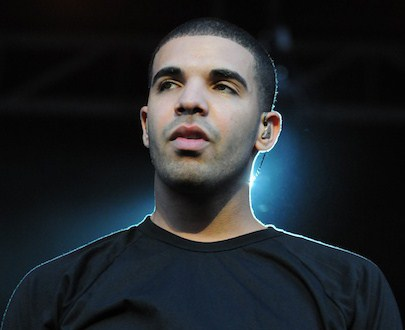
Drake (2010) là một trong số những rapper thuộc thế hệ chịu ảnh hưởng mạnh mẽ từ album này.

Cây bút âm nhạc Greg Kot xem album như là mở đầu cho một "làn sóng của sự nhạy cảm hướng đến nội tâm" và những rapper lấy cảm hứng từ "emo" trong suốt những năm cuối thập niên 2000, rằng nó "báo trước mọi thứ, từ thứ hip hop hướng nội của Man on the Moon: The End of Day của Kid Cudi (2009) cho tới tiếng ngâm nga nhẹ như làn khói, tiếng keyboard giàu có và những nhịp đập cơ khí nhẹ bẫng của Justin Vernon nhóm Bon Iver và tay nhạc sĩ ballad-dub-step người Anh James Blake." Craig D. Linsey của tờ The Village Voice viết rằng "tính nhân văn trần trụi [của album]... thực tế khởi đầu cho sự bùng nổ của 'emo-rap/r&b' mà tất cả mọi người từ Drake cho tới Frank Ocean và The Weeknd hiện nay đang hưởng ứng." Marcus Scott trên GIANT viết rằng những rapper như B.o.B, Drake và Kid Cudi đã đi theo album của West với những sản phẩm có tư duy tương tự và lưu ý rằng những chủ đề mang nặng tính cảm xúc, hướng đến nội tâm của West và thứ âm nhạc synthpop "lấy cảm hứng từ Vangelis" là thứ đã gây ảnh hưởng. Mixtape năm 2009 của Drake, So Far Gone được các nhà phê bình so sánh với 808s & Heartbreak. Todd Martens của Los Angeles Times ghi nhận 808s & Heartbreak như là "hình mẫu [...] một cách quan trọng cho toàn bộ sự nghiệp non trẻ của Drake" và anh "chia sẻ với West tình yêu dành cho tâm trạng và phép phân tích về sự tồn tại mà không bao giờ kết thúc". Drake, trong một bài phỏng vấn năm 2009, cũng xem West như là "người có ảnh hưởng lớn nhất" đến việc hình thành những âm thanh riêng của anh.

## Danh sách bài hát
| Danh sách bài hát trong 808s & Heartbreak | Danh sách bài hát trong 808s & Heartbreak                                          | Danh sách bài hát trong 808s & Heartbreak | Danh sách bài hát trong 808s & Heartbreak |
| STT                                       | Nhan đề                                                                            | Sản xuất                                  | Thời lượng                                |
| ----------------------------------------- | ---------------------------------------------------------------------------------- | ----------------------------------------- | ----------------------------------------- |
| 1.                                        | "Say You Will"                                                                     | Kanye West                                | 6:18                                      |
| 2.                                        | "Welcome to Heartbreak" (hợp tác cùng Kid Cudi)                                    | Kanye West, Jeff Bhasker, Plain Pat       | 4:23                                      |
| 3.                                        | "Heartless"                                                                        | Kanye West, No I.D.                       | 3:31                                      |
| 4.                                        | "Amazing" (hợp tác cùng Young Jeezy)                                               | Kanye West, Jeff Bhasker                  | 3:58                                      |
| 5.                                        | "Love Lockdown"                                                                    | Kanye West, Jeff Bhasker                  | 4:30                                      |
| 6.                                        | "Paranoid" (hợp tác cùng Mr Hudson)                                                | Kanye West, Jeff Bhasker, Plain Pat       | 4:38                                      |
| 7.                                        | "RoboCop"                                                                          | Kanye West                                | 4:34                                      |
| 8.                                        | "Street Lights"                                                                    | Kanye West, Mr Hudson                     | 3:10                                      |
| 9.                                        | "Bad News"                                                                         | Kanye West                                | 3:59                                      |
| 10.                                       | "See You in My Nightmares" (hợp tác cùng Lil Wayne)                                | Kanye West, No I.D.                       | 4:18                                      |
| 11.                                       | "Coldest Winter"                                                                   | Kanye West, No I.D., Jeff Bhasker         | 2:44                                      |
| 12.                                       | "Pinocchio Story" (trực tiếp theo phong cách freestyle tại Singapore, bài nhạc ẩn) | Kanye West                                | 6:02                                      |
| Tổng thời lượng:                          | Tổng thời lượng:                                                                   | Tổng thời lượng:                          | 52:05                                     |

Ghi chú
- "Robocop" chứa nhạc mẫu từ "Kissing in The Rain" của Patrick Doyle (từ bộ phim Great Expectations của Alfonso Cuarón)
- "Bad News" chứa nhạc mẫu từ "See Line Woman" của Nina Simone
- "Coldest Winter" tái tạo các yếu tố từ "Memories Fade" của Tears for Fears

## Những người thực hiện
Đội ngũ thực hiện 808s & Heartbreak lấy từ trang Allmusic.
| - Kid Cudi - nghệ sĩ gốc - Lil Wayne - nghệ sĩ gốc - Mr. Hudson - nghệ sĩ gốc - Kanye West - giám đốc sản xuất, nghệ sĩ gốc - Young Jeezy - nghệ sĩ gốc - Kevin Dorley - hát - Jim Gilstrap - hát - Phillip Ingram - hát - Glenn Jordan - hát - Kadockadee Kwire - hát - Jenny-Bea Englishman - hát - Tony Williams - giọng nền - Olga Konopelsky - vĩ cầm - Emma Kummrow - vĩ cầm - Luca Mazzochi - vĩ cầm - Charles Parker - vĩ cầm - Igor Szwec - vĩ cầm - Gregory Teperman - vĩ cầm - Davis A. Barnett - viola - Alexandra Leem - viola - Jeff Bhasker - keyboards - Vlado Meller - chủ biên - Jeff Chestek - kỹ sư | - Andrew Dawson - kỹ sư - Anthony Kilhoffer - kỹ sư - Rick Friedric - trợ lý kỹ sư - Montez Roberts - trợ lý kỹ sư - John Stahl - trợ lý kỹ sư - Alan Branch - tiếp thị - Chris Atlas - tiếp thị - Don-C - tiếp thị - Danny Clinch - tiếp thị - Willy Vanderperre - tiếp thị - Kris Yiengst - đồ họa - Brian Donnelly - đồ họa phiên bản cao cấp - Virgil Abloh – chỉ đạo nghệ thuật - Larry Gold - cải biên bộ dây, chỉ huy bộ dây - James J. Cooper III - trung hồ cầm - Jennie Lorenzo - trung hồ cầm - Carol Corless - sản xuất linh kiện - Miles Davis - bass - Kyambo Joshua - giám đốc sản xuất - Erik Madro - trợ lý - Manny Marroquin - phối âm - Christian Plata - trợ lý - J. Peter Robinson - thiết kế linh kiện |

## Xếp hạng
| Bảng xếp hạng (2008)                | Thứ hạng cao nhất |
| ----------------------------------- | ----------------- |
| US Billboard 200                    | 1                 |
| US Billboard Top R&B/Hip-Hop Albums | 1                 |
| Australian Albums Chart             | 12                |
| Irish Albums Chart                  | 11                |
| New Zealand Albums Chart            | 15                |
| UK Albums Chart                     | 11                |
| Swiss Albums Chart                  | 13                |
| Canadian Albums Chart               | 4                 |
| Belgian Albums Chart                | 21                |
| Norwegian Albums Chart              | 19                |
| Dutch Albums Chart                  | 42                |
| Austrian Albums Chart               | 50                |
| European Top 100 Albums             | 23                |
| Italian Albums Chart                | 65                |
| French Albums Chart                 | 52                |
| German Albums Chart                 | 30                |

| Bảng xếp hạng (2009)    | Thứ hạng |
| ----------------------- | -------- |
| U.S. Billboard 200      | 7        |
| U.S. R&B/Hip-hop Albums | 5        |

## Chứng nhận doanh số
| Quốc gia                                                                           | Chứng nhận | Số đơn vị/doanh số chứng nhận |
| ---------------------------------------------------------------------------------- | ---------- | ----------------------------- |
| Úc (ARIA)                                                                          | Vàng       | 35.000^                       |
| Canada (Music Canada)                                                              | Bạch kim   | 80.000^                       |
| Ireland (IRMA)                                                                     | Bạch kim   | 15.000^                       |
| Anh Quốc (BPI)                                                                     | Bạch kim   | 600.000^                      |
| Hoa Kỳ (RIAA)                                                                      | Bạch kim   | 1.000.000^                    |
| * Chứng nhận dựa theo doanh số tiêu thụ. ^ Chứng nhận dựa theo doanh số nhập hàng. |            |                               |